# فنقل

شعبية مرزق في ليبيا

فنقل: هي قرية في صحراء مرزق، في شعبية مرزق، في جنوب غرب ليبيا. تقع شرق مرزق، وإلى الشمال الشرقي من مدينة جيزاو.[بحاجة لمصدر]، وإلى الشرق تراغن.